# Gusum
Gusum est une localité de Suède dans la commune de Valdemarsvik située dans le comté d'Östergötland.
Sa population était de 1 184 habitants en 2019.